# Shanta Ghosh
Shanta Ghosh-Broderius (ur. 3 stycznia 1975 w Neunkirchen) – niemiecka lekkoatletka specjalizująca się w biegach sprinterskich, uczestniczka letnich igrzysk olimpijskich w Sydney (2000).

## Sukcesy sportowe
- dwukrotna brązowa medalistka mistrzostw Niemiec w biegu na 400 metrów – 2000, 2001[1]
- srebrna medalistka halowych mistrzostw Niemiec w biegu na 60 metrów – 1999[2]
- dwukrotna brązowa medalistka halowych mistrzostw Niemiec w biegu na 200 metrów – 1996, 1998[3]
- halowa mistrzyni Niemiec w biegu na 400 metrów – 2001[4]

| Rok  | Miasto   | Zawody                         | Konkurencja                                         | Wynik                                   |
| ---- | -------- | ------------------------------ | --------------------------------------------------- | --------------------------------------- |
| 1997 | Turku    | Młodzieżowe mistrzostwa Europy | bieg na 200 m sztafeta 4 × 100 m sztafeta 4 × 400 m | srebrny medal złoty medal brązowy medal |
| 2001 | Lizbona  | Halowe mistrzostwa świata      | sztafeta 4 × 400 m                                  | brązowy medal                           |
| 2001 | Edmonton | Mistrzostwa świata             | sztafeta 4 × 400 m                                  | srebrny medal                           |

## Rekordy życiowe
- bieg na 60 metrów (hala) – 7,27 – Karlsruhe 21/02/1999
- bieg na 100 metrów – 11,46 – Saarbrücken 01/07/2000
- bieg na 200 metrów – 22,80 – Turku 13/07/1997
- bieg na 200 metrów (hala) – 23,21 – Dortmund 30/01/1998
- bieg na 300 metrów – 36,48 – Pliezhausen 21/05/2000
- bieg na 400 metrów – 51,25 – Stuttgart 30/06/2001
- bieg na 400 metrów (hala) – 51,48 – Dortmund 25/02/2001